# Требіхавський потік
Требіхавський потік (словац. Trebichavský potok) — річка; ліва притока Бебрави, протікає в окрузі Бановці-над-Бебравою.
Довжина приблизно 6.4-6.6 км. Витік знаходиться в масиві Стражовські-Врхи (геоморфологічна підодиниця Нітрицькі-Врхи); схил гори Плешивець — на висоті приблизно 500 метрів.
Протікає територією сіл Требіхава і Слатіна-над-Бебравою. Впадає в Бебраву на висоті приблизно 290-292 метри.